# Zostérops minute
Zosterops minutus · Petit zostérops de Lifou
Espèce
Statut de conservation UICN

 LC  : Préoccupation mineure
Le Zostérops minute (Zosterops minutus), ou Petit zostérops de Lifou, est une espèce de passereaux de la famille des Zosteropidae.

## Répartition
Cet oiseau peuple l'île de Lifou (Nouvelle-Calédonie).

## Description
Son plumage gris et son noir du visage sont plus marqués par rapport aux autres oiseaux similaires de son genre.

## Systématique
Le nom valide complet (avec auteur) de ce taxon est Zosterops minutus Layard, 1878.
Ce taxon porte en français le nom vernaculaire ou normalisé suivant : Zostérops minute,.